# Properzia de' Rossi

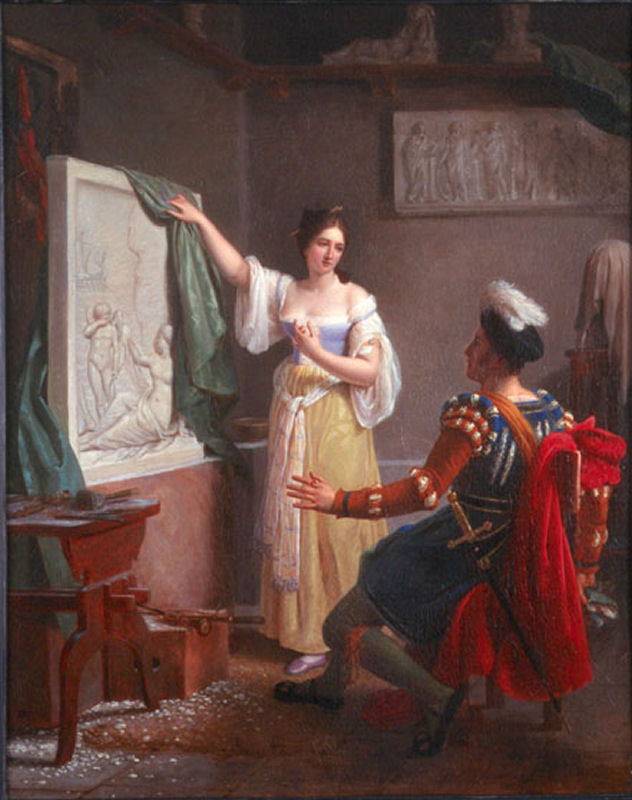
Ducis Louis: Properzia de Rossi dokončuje poslední reliéf Josef a Potifarova žena

Properzia de' Rossi (asi 1490-1530 Bologna) byla italská renesanční sochařka a miniaturistka, žákyně rytce Marcantonia Raimondiho. Jako jediná žena si vysloužila medailonek ve Vasariho knize Le Vite de' più eccellenti pittori, scultori, ed architettori.

## Život a dílo
Properzia de' Rossi se narodila pravděpodobně roku 1490. Vasari uvádí, že se narodila v rodině boloňského občana, naopak G. Nicolò Alidosi Pasquali prohlásil, že otec Properzii je Giovanni Martino Rossi da Modena. Nemůžeme tedy s jistotou říci, jestli pochází z Bologne či Modeny, avšak většinu života strávila právě v Bologni. Properzia se vyučila kresbě u Rafaelova žáka, slavného rytce Marcantonia Raimondiho.
Properzia de' Rossi se nejprve věnovala rytectví a drobným reliéfům na ovocných peckách. Ve Florencii se dochoval přívěsek třešňové pecky, kde se jí podařilo vyřezat nad šedesát hlav. Významným dílem je také erbovní znak rodiny Grassi. Je zhotoven technikou stříbrného filigránu, v podobě císařské koruny a dvouhlavého orla s krucifixem uprostřed těla, kolem kterého je umístěno jedenáct vyřezávaných broskvových a švestkových pecek s postavami apoštolů. Vasari oceňuje její trpělivost, jemnost a gracióznost drobných figurálních motivů. Uvádí příklad broskvové pecky s výjevem Umučení Krista. Díky těmto drobným pracím získala slávu jako miniaturistka, časem se propracovala až k mramorovým sochám a reliéfům, přestože práce s mramorem byla považována za činnost hodnou spíše mužských rukou. V roce 1524 dostala zakázku na výzdobu baldachýnu hlavního oltáře kostela S. Maria del Baraccano v Bologni. Zde své dokonalé řezbářské umění předvedla ve větším měřítku. Na baldachýnu se prolínají motivy hlav ptáků, sfing, ovoce a listí. Díky své pečlivosti pak dostávala mnoho zakázek, ze kterých ji nejvíce proslavil reliéf pro baziliku San Petronio v Bologni nazvaný Josef a Potifarova žena.

### Bazilika San Petronio
Bazilika San Petronio byla založena roku 1390 na počest patronu města Bologne, sv. Petroniovi. Od roku 1425 až do své smrti 1438 pracuje na sochařské výzdobě hlavního portálu Jacopo della Quercia. Na začátku 16. století byla vyhlášena soutěž na dokončení výzdoby baziliky. Této příležitosti využila i Properzia de Rossi. Musela však dokázat, že kromě výborné řezbářské práce ovládá i práci s mramorem. Vytvořila bustu hraběte Guida Pepoli, která jak píše Vasari, potěšila nejen správce baziliky, ale i celé město. Nevíme přesně, jaký podíl práce má Properzia na průčelí baziliky. V záznamech stavby San Petronio je její jméno zmiňováno třikrát - 1. června 1525 byla Properzia vyplacena za Sibylu vypracovanou v mramoru, 8. září 1525 byla odměněna deseti lirami za sochu anděla, 4. srpna 1526 byla vyplacena za zbývající dvě sibyly, anděla a dva obrazy. Sochy sibyl se nám nedochovali, andělé jsou v kapli svatých ostatků v bazilice San Petronio. Andělé jsou umístěny v blízkosti Nanebevzetí Panny Marie od sochaře Nicola Triboliho, kterým byla Properzia velmi ovlivněna. Figury andělů jsou ladné, avšak protáhlý kánon těl neodpovídá dílu Properzie – Vasari to vysvětluje tak, že Properzia pracovala podle návrhů sochaře Nicola Tribola. Dva obrazy byli zřejmě nízké reliéfy, umístěny v muzeu San Petronio – Návštěva královny ze Sáby u Šalamouna a Josef a Portifarova žena. V prvním reliéfu sedí král na trůnu obklopen svou stráží a rádci. U králových nohou klečí postava, která mu nabízí oděv s výšivkou jako dar. Královna a její dvorní dámy stojí uctivě stranou. Druhý reliéf zobrazuje Josefa, jak se odvrací od své svůdnice, která sedí na okraji postele s nebesy a drží odcházejícího Josefa za plášť. Properzii se podařilo zachytit přirozený, energický pohyb i vypjatou situaci, pomocí ladných gest a dokonale zpracované draperie závěsu i rozevlátého oděvu postav. Properzia zde prokázala dokonalou znalost anatomie lidského těla, což nás může přesvědčit o dobrých znalostech získaných ze studia klasických děl a zároveň s velkou pravděpodobností používala i mužské modely, což bylo pro ženy její doby nevídanou praktikou. Reliéf však vzbudil pozornost nejen pečlivým zpracováním, ale také podobností námětu s osobním životem Properzii. Sochařka byla nařčena, že reliéf vyjadřuje její nešťastnou a neopětovanou lásku k mladému šlechtici Antonu Galeazzu Malvasiovi.

## Soudní spory
O Properzii de' Rossi se nejvíce dozvídáme ze soudních sporů. Poprvé ji zažaloval obchodník s hedvábím Francesco da Milano za poničení zahrady. V obžalobě ji označil jako milenku Antona Galeazza Malvasia, ten však poměr popřel. Dne 12. dubna 1521 Anton Galeazzo Malvasio a Properzia de' Rossi byli opět předvoláni, soud byl pozastaven a zřejmě skončil mimosoudním vyrovnáním. Anton Galeazzo Malvasio v roce 1524 dostal titul bakaláře, Properzia de' Rossi mezi lety 1524 a 1526 pracovala na dílech pro San Petronio. Anton se oženil až v roce 1538, což je 8 let po smrti Properzii. Tento soudní proces nám přinejmenším prozrazuje, že v té době Properzia bydlí v Bologni v ulici San Lorenzo, asi tři minuty chůze od domu Antona. Ovšem jednoznačný závěr o jejich milostném poměru vyvodit nemůžeme.
Druhá žaloba, podaná proti Properzii, potvrzuje další Vasariho tvrzení, že byla pronásledována závistivým malířem Amicem Aspertinim, který ji očerňoval u správců baziliky San Petronio a znehodnotil její práci natolik, že Properzia dostala za práci špatně zaplaceno, a tak raději zanechala sochařské práce a vrátila se k mědirytinám. V lednu 1525 podal malíř Vincenzo Miola žalobu proti Properzii a malíři jménem Domenico Francia. Obvinil je z napadení a urážení v jeho vlastním domě, přičemž mu Properzia měla poškrábat tvář. Jeden ze svědků proti obžalovaným byl právě Amico Aspertini. Zřejmě se jednalo o vykonstruovaný proces závistivým Amicem, kterému Properziin talent vadil především z toho důvodu, že byla žena. Nesouhlasil s její účastí v soutěži a nechtěl připustit, aby se žena podílela na výzdobě západního průčelí San Petronia v Bologni. Pomluvy o Properzii se rychle rozšířily a mimo nedostatku zakázek způsobily, že se od Properzii odvrátila celá rodina.
Properzia de' Rossi zemřela chudá a osamělá v únoru roku 1530 v Ospedale della Morte v Bologni, kde byla také pohřbena, jak si přála ve své poslední vůli.

## Vasari: Madonna Properzia de' Rossi
Giorgio Vasari v knize Životopisy nejvýznamnějších malířů, sochařů a architektů věnoval této sochařce jako jediné ženě medailonek s názvem Vita di Madonna Properzia de' Rossi scultrice bolognese. Vasari v úvodu jmenuje významné ženy od starověku, ať jsou to spisovatelky, filozofky či vědmy, až po současné dámy a dívky „které svými drobnými ručkami, něžnými a bílými, sáhly po manuální práci, aby vzdorovaly drsnému mramoru pomocí tvrdých dlát, s cílem vydobýt si od nás palmu vítězství a získat slávu“. V závěru životopisu jmenuje Vasari několik žen, které se věnovali kresbě či malbě. Vasari je z gendrového hlediska často kritizován za to, že na ženy v umění nahlíží jako na něco raritního, odlišného, méněcenného. Vychvaluje všestrannost a nadanost Properzie, zmiňuje její neobyčejnou krásu, schopnost hrát na hudební nástroje, obdivuje její přesnost a trpělivost jak při řezbářské práci, tak později při práci s mramorem. Přesto nezapomíná dodat, že „chudera, láskou chorá mladá žena, uspěla perfektně ve všem, co činila, jen aby se zachránila před nešťastnou spalující láskou“ Detaily ze života sochařky nejenže zastiňují její dílo, ale také ho směřují k „arteterapii“, což přispívá k celkovému obrazu její tvorby jako k něčemu vedlejšímu a neprofesionálnímu.
Příklad vnímaní osobnosti Properzie můžeme nalézt i v české literatuře. Spisovatel Julius Zeyer ve své knize Tři legendy o krucifixu využil postavu Properzii, jakožto symbol nenaplněné lásky odrážející se v umělecké činnosti ženy. Hlavní hrdinka v legendě Inultus, sochařka Flavie, obdivuje dílo Properzie de' Rossi a jejím životním cílem je tuto umělkyni předčit. Kopíruje i její dílo, konkrétně reliéf z bílého mramoru Josef a Potifarova žena. Na základě tohoto reliéfu vysvětluje, jak chce dosáhnout větší slávy: „Properzia de' Rossi milovala nešťastně, zemřela prý zhrzenou láskou. V tuto postavu ženy Putifarovy vtělila celou svou vášeň, celé své zoufalství. Milujíc muže smrtelného, zůstala Properzie osudně přikována k hroudě. Já však, nevědouc, co to láska k muži, a nechtíc nikdy o tom věděti, povznesla jsem zrak svůj směle k samým hvězdám, kde vábný fantom nesmrtelné slávy dlí. Sláva a umění jest jedinou mou láskou a mým bohem jediným.“ Nakonec však Flavie zjistí, že Properzia byla šťastnější, neboť neobětovala lásku pro slávu, ale pro lásku zemřela.

## Dílo
- Přívěsek s vyřezávanou třešňovou peckou, mezi 1510 – 1530, zlato, diamanty, smalt, perly a třešňová pecka, 4,2 x 2,3 cm, Museo degli Argenti, Palazzo Pitti, Florencie
- Znak rodiny Grassi, mezi 1510 – 1530, stříbrný filigrán, broskvové a švestkové pecky, 39 x 22 cm, Museo Civico Medievale, Bologna
- Výzdoba baldachýnu hlavního oltáře kostela Santa Maria del Baraccano, 1524, Bologna
- Josef a Potifarova žena, mezi 1520 – 1526, mramor, Museo de San Petronio, Bologna
- Návštěva královny ze Sáby u Šalamouna, mezi 1520 – 1526, mramor, Museo de San Petronio, Bologna
- Sochy sibyl a dvou andělů, mezi 1520 – 1526, mramor, bazilika San Petronio, Bologna
- Busta hraběte Guida Pepoli, mezi 1520 – 1524